# Список правителів Угорщини

## Надьфейеделеми
| Правління  | Правитель | Портрет | Титул                                                                | Батьки                 | Народився   | Помер | Додаткова інформація                                                       |
| ---------- | --------- | ------- | -------------------------------------------------------------------- | ---------------------- | ----------- | ----- | -------------------------------------------------------------------------- |
| 855 – 895  | Алмош     |         | Надьфеєделем, вождь угрів                                            |                        | 820         | 895   |                                                                            |
| 895 – 907  | Арпад     |         | Надьфеєделем, хан Угорщини, вождь, князь                             | Алмош                  | 845         | 907   |                                                                            |
| 907 – 950  | Золта     |         | Надьфеєделем, хан Угорщини, великий князь                            | Арпад                  |             | 947   |                                                                            |
| 947 – 950  | Файс      |         | Надьфеєделем, хан Угорщини, великий князь                            | Юточа (син Арпада)     |             |       | Правив з 950 р. по 955 р.                                                  |
| 955 – 972  | Такшонь   |         | Надьфеєделем, хан Угорщини, великий князь                            | Золта                  |             | 972   |                                                                            |
| 972 – 997  | Геза      |         | Надьфеєделем, хан Угорщини, великий князь                            | Такшонь,               | 945         | 997   |                                                                            |
| 997 – 1000 | Стефан I  |         | Надьфеєделем, хан Угорщини, великий князь, згодом ( з 1000) — король | Геза, Шарлота (Sarolt) | бл. 970/975 | 1038  | Був надьфейеделемом з 997 р. по 25 грудня 1000 р. Дружина Гізела Баварська |

## Королі Угорщини (династіяАрпади)
| Правління                | Правитель         | Портрет | Батьки                                                                  | Народився   | Помер    | Додаткова інформація                                                                      |
| ------------------------ | ----------------- | ------- | ----------------------------------------------------------------------- | ----------- | -------- | ----------------------------------------------------------------------------------------- |
| 1000 – 1038              | Стефан I          |         | Геза, Шарлота (Sarolt)                                                  | бл. 970/975 | 1038     | угор. Szent István, словац. Svätý Štefan                                                  |
| 1038 – 1041, 1044 – 1046 | Петро Орсеоло     |         | дож Оттоне Орсеоло, молодша сестра Стефана I                            | бл. 1011    | бл. 1046 |                                                                                           |
| 1041 – 1044              | Самуїл Аба        |         |                                                                         |             | 1044     |                                                                                           |
| 1046 – 1060              | Андрій I          |         | Василь Угорський (онук Таксона),                                        | 1015        | 1060     | угор. András I, словац. Ondrej I                                                          |
| 1060 – 1063              | Бела I            |         | Василь Угорський (онук Таксона),                                        | 1016        | 1063     | угор. Béla I, словац. Belo I                                                              |
| 1063 – 1074              | Соломон I         |         | Андрій I, Анастасія Ярославна                                           | 1053        | 1087     | угор. Salamon                                                                             |
| 1074 – 1077              | Геза I            |         | Бела I, Аделаїда (дочка Мєшка II)                                       | 1040        | 1077     | угор. Géza I, словац. Gejza I                                                             |
| 1077 – 1095              | Ласло I           |         | Бела I, Аделаїда (дочка Мєшка II)                                       | 1040        | 1095     | угор. Szent László I, словац. Svätý Ladislav I, хорв. Ladislav I, пол. Święty Władysław I |
| 1095 – 1116              | Коломан I         |         | Ґеза I, Софія                                                           | 1070        | 1116     | угор. Kálmán I                                                                            |
| 1105 – 1131              | Стефан II         |         | Коломан I, Феліція (дочка Роджера Сицилійського)                        | 1101        | 1131     | угор. István II, словац. Štefan II, хорв. Stjepan III                                     |
| 1131 – 1141              | Бела II           |         | Алмош (мл. брат Коломана I), Предслава (дочка Святополка II Київського) | 1110        | 1141     | угор. Béla II, словац. Belo II, хорв. Bela I                                              |
| 1141 – 1162              | Геза II           |         | Бела II,                                                                | 1130        | 1162     | угор. Géza II, словац. Gejza II, хорв. Gejza I                                            |
| 1162 – 1172              | Стефан III        |         | Ґеза II, Єфросинія (дочка Мстислава I Київського)                       | 1147        | 1172     | угор. István III, словац. Štefan III, хорв. Stjepan IV                                    |
| 1162 – 1163              | Ласло ІІ          |         | Бела II,                                                                | 1131        | 1163     | угор. László II, словац. Ladislav II, хорв. Ladislav II                                   |
| 1163 – 1165              | Стефан IV         |         | Бела II,                                                                | 1133        | 1165     | угор. István IV, словац. Štefan IV, хорв. Stjepan V                                       |
| 1172 – 1196              | Бела III          |         | Ґеза II, Єфросинія (дочка Мстислава I Київського)                       | 1148        | 1196     | угор. Béla III, словац. Belo III, хорв. Bela II                                           |
| 1196 – 1204              | Амерік I          |         | Бела III,                                                               | 1174        | 1204     | угор. Imre I, словац. Imrich I, хорв. Mirko/Emerik                                        |
| 1204 – 1205              | Владислав III     |         | Імріх I,                                                                | 1200        | 1205     | угор. László III, словац. Ladislav III, хорв. Ladislav III                                |
| 1205 – 1235              | Андрій II         |         | Бела III,                                                               | 1177        | 1235     | угор. András II, словац. Ondrej II, хорв. Andrija I                                       |
| 1235 – 1270              | Бела IV           |         | Андрій II,                                                              | 1206        | 1270     | угор. Béla IV, словац. Belo IV, хорв. Bela III                                            |
| 1246 – 1272              | Стефан V Арпад    |         | Бела IV,                                                                | 1239        | 1272     | угор. István V, словац. Štefan V, хорв. Stjepan VI                                        |
| 1272 – 1290              | Ласло IV Половець |         | Стефан V,                                                               | 1262        | 1290     | угор. László IV, словац. Ladislav IV, хорв. Ladislav III                                  |
| 1290 – 1301              | Андрій III        |         | молодший брат Бели IV                                                   | 1265        | 1301     | угор. András III, словац. Ondrej III, хорв. Andrija II                                    |

## Королі Угорщини (династіяПржемисловичі)
| Правління                      | Правитель  | Портрет | Батьки                       | Народився     | Помер         | Додаткова інформація                      |
| ------------------------------ | ---------- | ------- | ---------------------------- | ------------- | ------------- | ----------------------------------------- |
| 27 серпня 1301 – 9 жовтня 1305 | Вацлав III |         | Вацлав II, Ґута фон Габсбург | 6 жовтня 1289 | 4 серпня 1306 | угор. Vencel (László), Праправнук Бели IV |

## ДинастіяВіттельсбахів
| Правління                    | Правитель            | Портрет | Батьки                                    | Народився      | Помер          | Додаткова інформація               |
| ---------------------------- | -------------------- | ------- | ----------------------------------------- | -------------- | -------------- | ---------------------------------- |
| 9 жовтня 1305 – травень 1307 | Отто III Віттельсбах |         | Генріх ХІІІ Баварський, Ельжбета Угорська | 11 лютого 1261 | 9 вересня 1312 | угор. Ottó (V. Béla), Онук Бели IV |

## ДинастіяАнжу
| Правління                        | Правитель             | Портрет | Батьки                                                                                       | Народився | Помер | Додаткова інформація                                                                               |
| -------------------------------- | --------------------- | ------- | -------------------------------------------------------------------------------------------- | --------- | ----- | -------------------------------------------------------------------------------------------------- |
| 1308 – 1342                      | Карл I Роберт         |         | Карл Мартел (Анжуйський) син Марії Угорської (дочка Стефана V), Клементія (дочка Рудольфа I) | 1288      | 1342  | угор. Károly Róbert, словац. Karol Róbert хорв. Karlo Robert                                       |
| 1342 – 1382                      | Людовик I Великий     |         | Карл Роберт, Єлизавета (дочка Владислава I Локетка)                                          | 1326      | 1382  | угор. Lajos I, словац. Ľudovít I. Veľký, хорв. Ludovik I, пол. Ludwik Węgierski, також Король Русі |
| 17 вересня 1382 – 31 грудня 1385 | Марія Угорська        |         | Людовик I Великий, Єлизавета Боснійська                                                      | 1371      | 1395  | угор. Mária, словац. Mária, хорв. Marija Anžuvinska , також Король Галичини і Володомерії          |
| 31 грудня 1385 – 24 лютого 1386  | Карл II               |         | Луїджі Маргарита Сансеверіно                                                                 | 1345      | 1386  | Король Неаполя, Король Угорщини і Хорватії                                                         |
| 1386 – 1409                      | Ладислав Неапольський |         | Карл ІІ Маргарита Дураззо                                                                    | 1377      | 1414  | Король Неаполя, Король Угорщини і Хорватії                                                         |

## Люксембурги
| Правління                       | Правитель   | Портрет | Батьки | Народився | Помер | Додаткова інформація |
| ------------------------------- | ----------- | ------- | ------ | --------- | ----- | -------------------- |
| 31 березня 1387 – 9 грудня 1437 | Сигізмунд I |         |        |           |       |                      |

## Габсбурги
| Правління                       | Правитель            | Портрет | Батьки | Народився | Помер | Додаткова інформація |
| ------------------------------- | -------------------- | ------- | ------ | --------- | ----- | -------------------- |
| 18 грудня 1437 – 27 жовтня 1439 | Альбрехт II Габсбург |         |        |           |       |                      |

## Яґеллони
| Правління   | Правитель | Портрет | Батьки | Народився | Помер | Додаткова інформація |
| ----------- | --------- | ------- | ------ | --------- | ----- | -------------------- |
| 1440 – 1444 | Уласло І  |         |        |           |       |                      |
| 1444 – 1457 | Уласло V  |         |        |           |       | також чеський король |

## Гуняді
| Правління   | Правитель     | Портрет | Батьки | Народився | Помер | Додаткова інформація                           |
| ----------- | ------------- | ------- | ------ | --------- | ----- | ---------------------------------------------- |
| 1446 – 1458 | Янош Гуньяді  |         |        |           |       | регент (престол формально залишався вакантним) |
| 1458 – 1490 | Матвій Корвін |         |        |           |       |                                                |

## Яґеллони
| Правління   | Правитель              | Портрет | Батьки | Народився | Помер | Додаткова інформація |
| ----------- | ---------------------- | ------- | ------ | --------- | ----- | -------------------- |
| 1490 – 1516 | Владислав II Ягелончик |         |        |           |       | також король Чехії   |
| 1516 – 1526 | Лайош II Ягелончик     |         |        |           |       | також король Чехії   |

## Габсбурги
Угорська корона переходить до австрійських Габсбургів, що також носили титул ерцгерцог Австрії до 1806 року титул імператор Священної Римської імперії, а з 1804 року імператор Австрії.
- Фердинанд I Габсбург (1526—1564)
- Максиміліан II Габсбург (1563—1572)
- Рудольф II (1572—1608)
- Матвій Габсбург (1608—1619)
- Фердинанд II Габсбург (1618—1625)
- Фердинанд III Габсбург (1625—1647)
- Фердинанд IV Габсбург (1647—1654)
- Леопольд I Габсбург (1655—1687)
- Йосип I Габсбург (1687—1711)
- Карл VI Габсбург (1711—1740)
- Марія-Терезія (1740–1780)
- Йосиф II (1780–1790)
- Леопольд II (1790–1792)
- Франц I (1792–1835)
- Фердинанд V (1830–1848)
- Франц Йосиф I (1848–1916)
- Карл IV (1916–1918)